# Konz
Konz is een plaats in de Duitse deelstaat Rijnland-Palts. De stad ligt 8 km ten zuiden van Trier bij de monding van de Saar in de Moezel. Konz telt 18.244 inwoners.
De naam Konz gaat terug op het Latijnse Contionacum: de Romeinen hadden er een keizervilla met die naam die aan de route tussen Metz en Trier lag. Konz ontwikkelde zich in de 19de eeuw tot een belangrijk spoorwegknooppunt. In 1959 kreeg het stadsrechten.
Nabij deze plaats is het Volkskundig en Openluchtmuseum Roscheider Hof gelegen.